# Liège-Bastogne-Liège 1983
La 69e édition de Liège-Bastogne-Liège a eu lieu le 17 avril 1983 et a été remportée par le Néerlandais Steven Rooks.

## Déroulement de la course
Steven Rooks s'extrait d'un petit groupe comprenant notamment Stephen Roche lors de la montée de la côte des Forges à 15 kilomètres du but puis résiste au retour de ses poursuivants pendant la descente vers Liège. Il conserve 10 secondes en franchissant la ligne d'arrivée du boulevard de la Sauvenière. Il est le second Néerlandais à remporter la course, 23 ans après Albertus Geldermans. Le champion du monde Giuseppe Saronni gagne le sprint du groupe des poursuivants.
Sur les 215 cyclistes qui ont pris le départ, 78 terminent la course.

## Classement
| n° | Coureur           | Équipe         | Temps           |
| -- | ----------------- | -------------- | --------------- |
| 1  | Steven Rooks      | Sem-France     | 6 h 44 min 12 s |
| 2  | Giuseppe Saronni  | Del Tongo      | à 10 s          |
| 3  | Pascal Jules      | Renault-Elf    | m.t.            |
| 4  | Phil Anderson     | Peugeot        | m.t.            |
| 5  | Henk Lubberding   | TI Raleigh     | m.t.            |
| 6  | Hennie Kuiper     | Jacky Aernoudt | m.t.            |
| 7  | Adri Van der Poel | Jacky Aernoudt | à 28 s          |
| 8  | Alfons De Wolf    | Bianchi        | m.t.            |
| 9  | René Bittinger    | Sem-France     | m.t.            |
| 10 | Guido Van Calster | Del Tongo      | m.t.            |